# Morte di un amore
Morte di un amore è un album discografico del gruppo musicale italiano Randone, pubblicato nel 2002 dall'etichetta discografica Il mondo di Art Productions.

## Tracce
1. Visioni
2. Il pentimento di Dio dopo la fine del mondo
3. Tutte le mie stelle
4. L'infinito
5. Un cieco
6. La giostra
7. Strananoia
8. Amore bianco
9. Morte di un amore

## Formazione
- Nicola Randone - compositore, cantante, chitarra acustica
- Giovanni Bulbo - arrangiatore, tastiere, basso
- Enrico Boncoraglio - chitarra elettrica
- Riccardo Cascone - batteria